# Wolfsbane Save the World
Wolfsbane – czwarty album studyjny brytyjskiej grupy heavymetalowej Wolfsbane wydany 10 stycznia 2012 roku.

## Lista utworów
1. „Blue Sky” - 5:10
2. „Teacher” - 4:05
3. „Buy My Pain” - 3:47
4. „Starlight” - 4:00
5. „Smoke and Red Light” - 3:44
6. „Illusion of Love” - 6:03
7. „Live Before I Die” - 5:09
8. „Who Are You Now” - 3:21
9. „Everybody's Looking for Something Baby” - 4:06
10. „Child of the Sun” - 3:39
11. „Did It for the Money” - 3:34

## Muzycy
- Blaze Bayley – wokale prowadzące
- Jason Edwards – gitara, pianino, chórki
- Jeff Hately – gitara basowa, chórki
- Steve Ellet – perkusja

gościnnie
- Glen Buglass – chórki (utwór 4)
- Chris Catalyst – dodatkowe wokale (utwór 6)
- Givvi Flynn – wokale (utwór 6), chórki (utwór 8)

## Personel techniczny
- Trudi Knight – grafika, projekt
- Jase Edwards – producent, inżynier
- Barbara Edwards – grafika